# Apiocera mackerrasi
Apiocera mackerrasi är en tvåvingeart som beskrevs av Paramonov 1953. Apiocera mackerrasi ingår i släktet Apiocera och familjen Apioceridae. Inga underarter finns listade i Catalogue of Life.